# Danse des Ouléd-Naïd
Danse des Ouléd-Naïd er en fransk stumfilm fra 1902 af Segundo de Chomón.